# Paragraph 175
Paragraph 175 és una pel·lícula documental estrenada l'any 2000, dirigida per Rob Epstein i Jeffrey Friedman, i narrada per Rupert Everett. La pel·lícula va ser produïda per Rob Epstein, Jeffrey Friedman, Janet Cole, Michael Ehrenzweig, Sheila Nevins i Howard Rosenman. La pel·lícula narra la vida de diversos homes gais i una lesbiana que van ser perseguits pels nazis. Els homosexuals van ser arrestats pels nazis pel delicte d'homosexualitat en virtut del Paràgraf 175, la disposició sobre sodomia del codi penal alemany, que data de 1871. Entre 1933 i 1945, 100.000 homes van ser arrestats en virtut del paràgraf 175. Alguns van ser empresonats, altres van ser enviats a camps de concentració. Només uns 4.000 van sobreviure.
L'any 2000, se sap que menys de deu d'aquests homes vivien. Cinc es presenten al documental per explicar les seves històries per primera vegada, considerades com una de les últimes històries no explicades del Tercer Reich.
Paragraph 175 parla d'un buit en el registre històric i revela les conseqüències duradores, tal com s'expliquen a través d'històries personals d'homes i dones gais que el van viure, com: Karl Gorath; Gad Beck, el lluitador del moviment de resistència mig jueu que va passar la guerra ajudant els refugiats a escapar de Berlín; Annette Eick, una lesbiana jueva que va escapar a Anglaterra amb l'ajuda d'una dona que estimava; Albrecht Becker, el fotògraf cristià alemany, que va ser arrestat i empresonat per homosexualitat, es va unir a l'exèrcit després del seu alliberament perquè "volia estar amb homes"; i Pierre Seel, l'adolescent alsacià, que va veure com el seu amant era menjat viu pels gossos als camps.

## Premis
- Premi Teddy a la millor pel·lícula documental, 2000[3]